# 米亚罗镇
米亚罗镇，是中华人民共和国四川省阿坝藏族羌族自治州理县下辖的一个乡镇级行政单位。2019年12月，撤销夹壁乡，将其所属行政区域划归米亚罗镇管辖。

## 行政区划
米亚罗镇下辖以下地区：
米亚罗镇社区、米亚罗村、尽头村、胆杆村、山脚坝村、斯博果村、八角碉村和大郎坝村。